# 167 pr. n. št.

## Dogodki
- Makabejci se uprejo Antiohu IV.